# Lerau
Lerau ist ein Gemeindeteil des Marktes Leuchtenberg im Landkreis Neustadt an der Waldnaab (Oberpfalz, Bayern).

## Geographie
Das Dorf liegt 1,2 Kilometer nordöstlich von Leuchtenberg am Leraubach. Das Lerautal ist  seit 1938 auf einer Länge von eineinhalb Kilometern Naturschutzgebiet.

## Geschichte
Die politische Gemeinde Lerau wurde 1818 durch das Gemeindeedikt in Bayern errichtet. Im 1. Januar 1972 wurde Lerau nach Leuchtenberg eingegliedert.